# 7 mai
Pour les articles homonymes, voir Sept-Mai.
7 avril 7 juin
Chronologies thématiques
- Croisades
- Ferroviaires
- Sports
- Disney
- Anarchisme
- Catholicisme

Abréviations / Voir aussi
- (° 1852) = né en 1852
- († 1885) = mort en 1885
- a.s. = calendrier julien
- n.s. = calendrier grégorien
- Calendrier
- Calendrier perpétuel
- Liste de calendriers
- Naissances du jour

Le 7 mai est le 127e jour, moins souvent le 128e, de l'année du calendrier grégorien ; il en reste ensuite 238.
Son équivalent était généralement le 18 floréal du calendrier républicain ou révolutionnaire français, officiellement dénommé jour de la corbeille d'or (une plante).

## Événements

### IVesiècle
- 351 : la révolte juive contre Constantius Gallus éclate en Palestine.

### XVesiècle
- 1429 : Jeanne d'Arc achève la prise d'Orléans.
- 1463 : grand incendie de Toulouse.
- 1487 : début du siège de Malaga (en) lors de la Reconquista.

### XVIesiècle
- 1560 : par l'édit de Romorantin, François II accepte le culte des protestants et repousse l'Inquisition[1].

### XVIIesiècle
- 1697 : le palais royal de Stockholm est détruit par un incendie, il sera reconstruit au même endroit.

### XVIIIesiècle
- 1718 : la Nouvelle-Orléans est fondée, par Jean-Baptiste Le Moyne, sieur de Bienville[2].
- 1763 : début de la rébellion de Pontiac, ce dernier tente de dérober Fort Detroit aux Britanniques.
- 1793 : bataille de Saint-Colombin, pendant la guerre de Vendée.
- 1794 : Robespierre fait adopter une nouvelle religion déiste par la Convention, le culte de l'Être suprême.

### XIXesiècle
- 1832 : la Grèce est reconnue indépendante par le traité de Londres. Othon Ier de Grèce, prince de Bavière, est choisi roi de Grèce.
- 1864 : durant la guerre de Sécession, l'armée du Potomac, sous le commandement du général Ulysses S. Grant, abandonne la bataille de la Wilderness et se replie vers le sud.

### XXesiècle
- 1915 :
  - un sous-marin allemand torpille le paquebot britannique de 32 000 tonnes Lusitania, au large de l'Irlande.
  - les « Vingt et une demandes » du Japon à la Chine.
- 1920 :
  - les troupes polonaises, menées par Józef Piłsudski et Edward Rydz-Śmigły, et soutenues par l'Ukraine symboliquement, s'emparent de Kiev, avant d'en être boutées dehors par l'Armée rouge un mois plus tard (opération Kiev).
  - par le traité de Moscou (en), l'Union soviétique reconnaît l'indépendance de la République démocratique de Géorgie, qu'elle envahira néanmoins six mois plus tard.
- 1928 : début de l'incident de Jinan. Les troupes japonaises assassinent les diplomates chinois à Jinan, en Chine. Ils poursuivront le massacre en donnant la mort à plus de deux mille civils dans les jours à venir.
- 1937 : pendant la guerre civile espagnole, la légion allemande Condor, équipée de biplans Heinkel He 51, arrive en Espagne pour porter secours aux troupes de Franco.
- 1940 : début du débat sur la Norvège, dans la Chambre des communes britannique, où il est décidé que Winston Churchill succéderait à Neville Chamberlain au poste de Premier ministre dans les trois jours à venir.
- 1942 : lors de la bataille de la mer de Corail, l'aviation de l'US Navy torpille le porte-avions Shōhō de la Marine impériale japonaise. Il s'agit du premier combat naval où les deux navires s'affrontant ne sont pas en visuel l'un de l'autre.
- 1945 : le général allemand Alfred Jodl signe à Reims les termes d'une reddition inconditionnelle, qui termine la participation allemande à la Seconde Guerre mondiale. Le document prend effet le lendemain 8 mai.Deux jeunes femmes lisant la une du Montreal Daily Star du 7 mai 1945 annonçant la capitulation allemande et la fin imminente de la Seconde Guerre mondiale

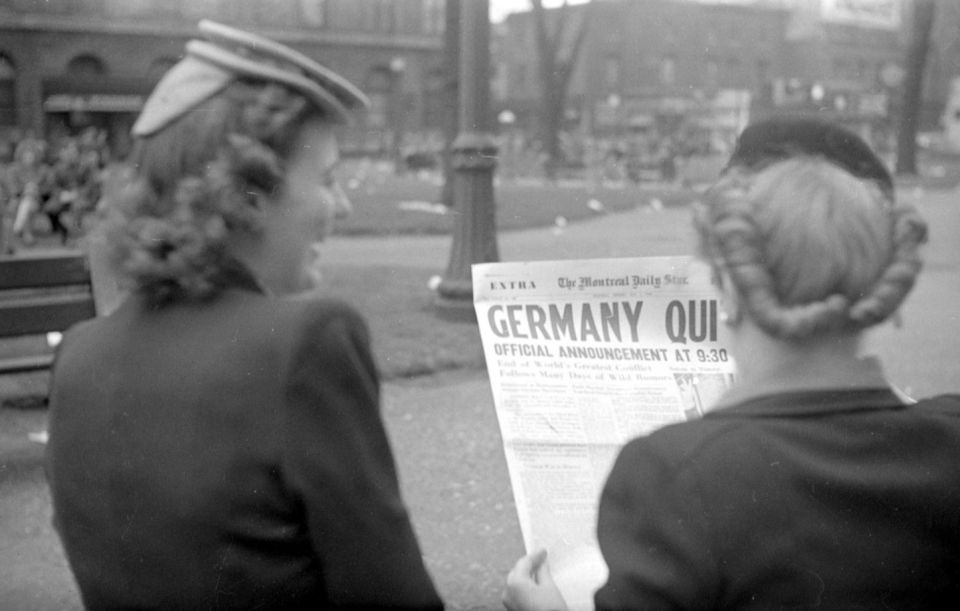
Deux jeunes femmes lisant la une du Montreal Daily Star du 7 mai 1945 annonçant la capitulation allemande et la fin imminente de la Seconde Guerre mondiale

- 1948 : congrès de La Haye, ou « congrès de l'Europe », qui mènera à la création du Conseil de l'Europe en mai 1949.
- 1954 : chute de Ðiện Biên Phủ, dernier affrontement de la guerre d'Indochine.
- 1960 : Nikita Khrouchtchev annonce que l'Union soviétique détient le pilote d'un avion espion américain U-2, Gary Powers.
- 1974 : Willy Brandt démissionne de son poste de chancelier de Allemagne de l'Ouest.
- 1992 :
  - le Michigan ratifie une proposition d'amendement vieille de 203 ans, devenant officiellement le 27e amendement de la constitution des États-Unis, empêchant ainsi le Congrès de s'octroyer une augmentation salariale.
  - demande d'adhésion de la Russie au Conseil de l'Europe[3].
- 1995 : Jacques Chirac est élu président de la République française.
- 1999 :
  - pendant la guerre du Kosovo, trois Chinois sont tués et vingt autres sont blessés lors d'un bombardement de l'ambassade de Chine à Belgrade, en république fédérale de Yougoslavie, par les forces aériennes de l'OTAN.
  - en Guinée-Bissau, le président João Bernardo Vieira est renversé par un coup d'État militaire.
- 2000 : Vladimir Poutine devient président de la fédération de Russie pour la première fois après en avoir été premier ministre appelé du FSB ex-KGB par son prédécesseur Boris Eltsine.

### XXIesiècle
- 2010 : le Conseil européen approuve un prêt de 110 milliards d’euros pour lutter contre la crise de la dette publique grecque.
- 2014 : reconnue coupable d’abus de pouvoir, la Première ministre thaïlandaise Yingluck Shinawatra est destituée par la Cour constitutionnelle.
- 2015 : au Royaume-Uni, les élections générales pour renouveler la Chambre des communes, sont remportées par le Parti conservateur du Premier ministre David Cameron.
- 2017 : l'ancien ministre de l'Économie sous François Hollande Emmanuel Macron est élu et lui succède ainsi comme président de la République française.
- 2023 : au Chili, les élections constituantes se déroulent afin d'élire une assemblée constituante chargée de rédiger une nouvelle Constitution. C'est le Parti républicain, d'extrême droite qui arrive en tête[4].

## Arts, culture et religion
- 558 : le dôme de la basilique Sainte-Sophie de Constantinople s'écroule, l'empereur Justinien Ier ordonne immédiatement de le reconstruire.
- 1274 : ouverture du concile de Lyon II.
- 1342 : élection du pape Clément VI.
- 1664 : début du chantier du château de Versailles.
- 1824 : la 9e symphonie en ré mineur de Ludwig van Beethoven est interprétée pour la première fois, au Kärntnertortheater de Vienne.
- 1846 : The Cambridge Chronicle, le plus ancien hebdomadaire américain, est publié pour la première fois à Cambridge (Massachusetts).
- 1920 : la galerie d'art d'Ontario, à Toronto, présente les premières œuvres du Groupe des Sept.
- 1977 : Marie Myriam remporte avec 136 points le concours Eurovision de la chanson à Wembley en Angleterre pour la France, avec la chanson "L'oiseau et l'enfant", exploit juste re-frôlé ou ex æquo par la France depuis mais réédité nettement par d'autres pays et artistes francophones[5].
- 1994 : Le Cri, célèbre tableau d'Edvard Munch, est retrouvé intact, après avoir été égaré par la Galerie nationale de Norvège en février.
- 1999 : le pape Jean-Paul II se rend en Roumanie, devenant le premier pape à se rendre dans ce pays à majorité orthodoxe depuis le Grand Schisme en 1054.

## Sciences et techniques
- 1847 : fondation de l'Association médicale américaine à Philadelphie.
- 1864 : le plus ancien clipper encore existant, le City of Adelaide, est mis à l'eau par William Pile, Hay and Co. (en) dans le Sunderland (Angleterre), pour le transport de passagers et de fret entre la Grande-Bretagne et l'Australie.
- 1895 : à Saint-Pétersbourg, devant la Société russe de physique et chimie, le scientifique russe Alexander Stepanovich Popov fait la démonstration de son invention, le détecteur de foudre de Popov, premier récepteur radiophonique.
- 1946 : Tokyo Telecommunications Engineering (futur Sony) est créé par une vingtaine d'employés.
- 1952 : le concept du circuit intégré, base de l'informatique moderne, est publié par Geoffrey Dummer (en).
- 1992 : la navette spatiale Endeavour décolle pour sa première mission, STS-49.
- 2007 : des archéologues israéliens découvrent la tombe d'Hérode Ier dit le Grand au sud de Jérusalem en Israël et Palestine.
- 2023 : annonce de la découverte de cinq nouveaux Satellites naturels de Saturne : S/2004 S 43[6], S/2004 S 44[7], S/2004 S 45[8] et S/2006 S 11[9], qui appartiennent au groupe nordique, et S/2006 S 12[10], qui appartient au groupe gaulois. Tous ces satellites, d'un diamètre d'environ 2 à 5 kilomètres, ont été découverts ou suivis par Edward Ashton et ses collaborateurs où ils listent environ 80 nouveaux candidats satellites de Saturne[11].

## Économie et société
- 1840 : la grande tornade de Natchez (en) s'abat sur Natchez dans l'État américain du Mississippi en tuant 317 victimes, il s'agit de la seconde tornade la plus puissante connue ayant jamais frappé les États-Unis.
- 1934 : découverte de la perle d'Allah aux Philippines.
- 1964 : le vol 773 (en) de la Pacific Airlines, un Fairchild F.27, s'écrase près de San Ramon, en Californie, tuant les 44 passagers. Un rapport ultérieur, établi par le FBI, révélera, après analyse de la boîte noire retrouvé dans les ruines de l'appareil, que les pilotes avaient été tués par un passager suicidaire.
- 1976 : la Honda Accord fait son entrée sur le marché.
- 1986 : le Canadien Patrick Morrow devient la première personne à gravir les « Sept sommets ».
- 1990 : en France, les gorges du Verdon deviennent un site naturel protégé.
- 1998 : officialisation de la fusion entre les compagnies américaine Chrysler et allemande Daimler-Benz.
- 2002 : le vol 6136 de la China Northern Airlines tombe dans la mer Jaune, entraînant la mort de cent douze passagers.
- 2004 : l'homme d'affaires américain Nick Berg est décapité par des islamistes. L'acte est filmé puis diffusé sur Internet.
- 2009 : une centaine de policiers néo-zélandais commence un siège, qui durera quarante heures, face à un bandit armé à Napier, en Nouvelle-Zélande.
- 2013 : vingt-sept personnes tuées et plus de trente blessées, lors de l'explosion d'un camion-citerne à Mexico.
- 2020 : une fuite de gaz de styrène à l'usine LG Chem Polymers de Visakhapatnam en Inde tue au moins 13 personnes et en rend malades plus de 5 000.

## Naissances

### XIVesiècle
- 1397 : Sejong le Grand, roi de la dynastie coréenne Joseon († 18 mai 1450).

### XVIesiècle
- 1530 : Louis Ier de Bourbon-Condé, général huguenot à l'origine de la maison de Condé († 13 mars 1569).
- 1586 : François IV de Mantoue, duc de Mantoue et de Montferrat († 22 décembre 1612).

### XVIIIesiècle
- 1711 : David Hume, philosophe, économiste et historien britannique († 25 août 1776).
- 1748 : Olympe de Gouges, journaliste féministe française et auteur de théâtre († 3 novembre 1793).
- 1763 : Józef Antoni Poniatowski, général polonais († 19 octobre 1813).
- 1787 : Jacques Viger, homme politique québécois, premier maire de Montréal († 12 décembre 1858).

### XIXesiècle
- 1831 : Émile Raspail, chimiste et homme politique français († 9 juin 1887).
- 1833 : Johannes Brahms, compositeur allemand († 3 avril 1897).
- 1838 : Edgar Humann, amiral français, chef d'état-major de la marine entre 1894 et 1895 († 9 mai 1914).
- 1840 : Piotr Ilitch Tchaïkovski, compositeur russe († 6 novembre 1893).
- 1841 : Gustave Le Bon, sociologue, psychologue et médecin français († 13 décembre 1931).
- 1851 : Lizzie Crozier French, éducatrice américaine et militante féministe († 14 mai 1926).
- 1861 : Rabindranath Tagore, compositeur, écrivain, dramaturge, peintre et philosophe indien, prix Nobel de littérature en 1913 († 7 août 1941).
- 1867 : Władysław Reymont, écrivain polonais, prix Nobel de littérature en 1924 († 5 décembre 1925).
- 1870 : Marie-Louise Pailleron, écrivaine et historienne française († 12 février 1951).
- 1885 : Gabby Hayes, acteur américain († 9 février 1969).
- 1889 : Carlos Martínez Baena, acteur et scénariste hispano-mexicain († 29 mai 1971).
- 1892 : Tito (Josip Broz dit), maréchal et homme d'État yougoslave, président de la Yougoslavie de 1952 à 1980 († 4 mai 1980).
- 1893 : Frank Selke, dirigeant canadien de la Ligue nationale de hockey († 3 juillet 1985).
- 1896 : Kitty McKane, joueuse de tennis britannique († 19 juin 1992).

### XXesiècle
- 1901 : 

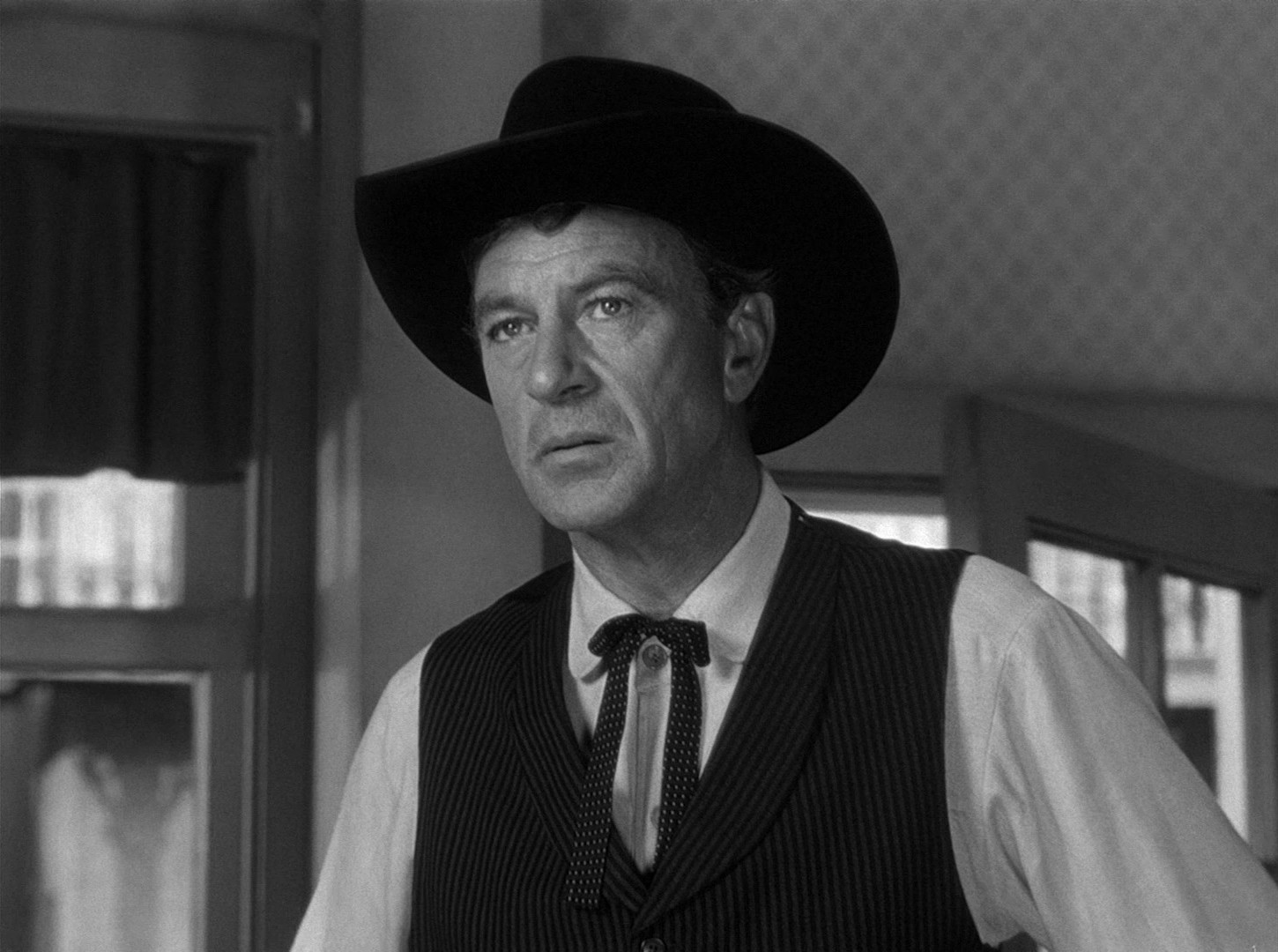
Gary Cooper dans le western culte Le train sifflera trois fois (High Noon) en 1952

  - Gary Cooper, acteur américain († 13 mai 1961).
  - Mapie de Toulouse-Lautrec, journaliste française († 30 décembre 1972).
- 1904 : Val Lewton, producteur et scénariste américain († 14 mars 1951).
- 1909 : Edwin H. Land, inventeur américain de matériel photographique, concepteur du Polaroid († 1er mars 1991).
- 1911 : Ishirô Honda, réalisateur japonais († 28 février 1993).
- 1917 : David Tomlinson, acteur britannique († 24 juin 2000).
- 1919 :
  - La Esterella, chanteuse flamande († 11 avril 2011).
  - Eva Perón, femme politique argentine, seconde épouse du président Juan Perón († 26 juillet 1952).
- 1921 : Stellio Lorenzi, scénariste et réalisateur français († 25 septembre 1990).
- 1922 :
  - Jacques Duby, acteur français († 15 février 2012).
  - Tony Leblanc, acteur, réalisateur et humoriste espagnol († 24 novembre 2012).
  - Darren McGavin, acteur américain († 25 février 2006).
- 1923 :
  - Anne Baxter, actrice américaine († 12 décembre 1985).
  - Jim Lowe (en), chanteur et compositeur américain († 12 décembre 2016).
- 1924 : André du Bouchet, poète français († 19 avril 2001).
- 1925 : Gene Gutowski, producteur polonais naturalisé américain († 10 mai 2016).
- 1926 : Arne Skarpsno, philanthrope norvégien, connu comme le « Père des enfants des rues » († 22 mars 2008).
- 1927 : Ruth Prawer Jhabvala, romancière, nouvelliste, et scénariste britannique, lauréate du prix Booker († 3 avril 2013).
- 1928 : 
  - John Ingle, acteur américain († 16 septembre 2012).
  - Serge Blusson, coureur cycliste français, champion olympique († 14 mars 1994).
- 1929 :
  - Jacques Jullien, évêque catholique français, archevêque émérite de Rennes († 10 décembre 2012).
  - Dick Williams, joueur et gérant de baseball américain († 7 juillet 2011).
- 1931 : Teresa Brewer, chanteuse américaine († 17 octobre 2007).
- 1932 : Jordi Bonet, peintre, céramiste, muraliste et sculpteur québécois († 25 décembre 1979).
- 1933 : Johnny Unitas, joueur de football américain († 11 septembre 2002).
- 1934 : Ágota Sebő, nageuse hongroise.
- 1936 : 
  - Jimmy Ruffin, chanteur américain († 17 novembre 2014).
  - François Scellier, homme politique français et picard dont une loi célèbre porte le surnom.
- 1937 : Claude Raymond, joueur de baseball québécois.
- 1938 : Bernard Saint-Jours, douanier, historien et géographe français.
- 1939 :
  - Ruggero Deodato, réalisateur italien.
  - Ruud Lubbers, homme politique néerlandais († 14 février 2018).
- 1940 :
  - Angela Carter, romancière britannique († 16 février 1992).
  - Dave Chambers, entraîneur canadien de hockey sur glace.
  - Jim Connors (en), disc jockey américain († 24 février 1987).
  - John Irvin, réalisateur britannique.
- 1942 : Pietro Farina, évêque italien († 24 septembre 2013).
- 1943 : 
  - Michèle Bernard-Requin, avocate puis magistrate française († 14 décembre 2019).
  - Donal McCann, acteur irlandais († 17 juillet 1999).
  - Peter Carey, écrivain australien.
- 1944 :
  - Layla Al-Attar, artiste peintre irakienne († 27 juin 1993).
  - Paul Desfarges, évêque catholique français, jésuite et archevêque émérite d'Alger.
  - Richard O'Sullivan, acteur britannique.
- 1945 : Christy Moore, guitariste et chanteur folk irlandais, cofondateur du groupe Planxty.
- 1946 :
  - Bill Danoff (en), changeur et compositeur américain.
  - Thelma Houston, chanteuse américaine.
  - Bill Kreutzmann, musicien américain du groupe Grateful Dead.
  - Michael Rosen, écrivain britannique.
- 1947 : Frank Michael, chanteur belge d'origine italienne.
- 1948 : Daniel Rondeau, romancier et journaliste français.
- 1949 :
  - Kathy Ahern, golfeuse professionnelle américaine († 6 juillet 1996).
  - Marie-George Buffet, femme politique française, secrétaire du PCF de 2001 à 2010.
- 1950 :
  - Randall « Tex » Cobb, ancien boxeur américain.
  - Tim Russert, journaliste politique américain, présentateur de l'émission Meet the Press durant 16 ans († 13 juin 2008).
- 1951 :
  - Patrick Chaboud auteur metteur en scène franco-belge, fondateur du Magic Land Théâtre et créateur de Malvira.
  - Michel Désautels, journaliste, animateur et auteur québécois.
  - John Fleck, acteur américain.
  - Robert Hegyes (en), acteur américain († 26 janvier 2012).
- 1952 : Bertrand Gosselin, auteur-compositeur et interprète québécois.
- 1954 :
  - Philippe Geluck, dessinateur félidé, fantaisiste et comédien belge francophone.
  - Amy Heckerling, réalisatrice, scénariste et productrice américaine.
- 1955 :
  - Sylvain Augier, animateur français de télévision et de radio († 16 mars 2024).
  - Clément Gignac, économiste et homme politique québécois.
- 1956 :
  - Nicholas Hytner, producteur et réalisateur britannique.
  - Jean Lapierre, homme politique et chroniqueur québécois († 29 mars 2016).
- 1957 :
  - Ned Bellamy, acteur américain.
  - Véronique Jannot, actrice française.
  - Joshua Sinclair, scénariste, acteur, producteur et réalisateur américain.
- 1959 : Tamara E. Jernigan, astronaute américaine.
- 1961 : Lucile Hadzihalilovic, réalisatrice, productrice, scénariste et actrice de cinéma français.
- 1962 : Dominik Moll, réalisateur et scénariste d’origine allemande.
- 1964 : 
  - Dominique Brun, judokate française.
  - Julien Cafaro, acteur français de théâtre, télévision et cinéma.
  - Leslie O'Neal (en), joueur de football américain.
- 1965 : Owen Hart, lutteur professionnel canadien († 23 mai 1999).
- 1968 :
  - Eagle-Eye Cherry, chanteur suédo-américain.
  - Traci Lords, actrice américaine.
  - Lisa Raitt, femme politique canadienne.
- 1969 : 
  - Katerina Maleeva, joueuse de tennis bulgare.
  - José Manuel Moreno Periñán, coureur cycliste espagnol, champion olympique.
- 1971 :
  - Manu Eveno, chanteur et guitariste français du groupe Tryo.
  - Dave Karpa (en), défenseur de hockey sur glace canadien.
  - Thomas Piketty, économiste français.
  - Ivan Sergei, acteur, réalisateur et scénariste américain.
- 1972 : Asghar Farhadi, réalisateur et scénariste iranien.
- 1974 : Breckin Meyer, acteur et scénariste américain.
- 1975 : Marin Ledun, écrivain français.
- 1976 :
  - Zoé Félix, actrice française.
  - Carrie Henn, professeur et actrice américaine.
  - Sophie Thalmann, miss Lorraine 1997, miss France 1998.
  - Tang Lin, judoka chinoise, championne olympique.
- 1977 : Marko Milič, basketteur slovène.
- 1978 : Shawn Marion, basketteur américain.
- 1979 :
  - « El Lobo » (Charlie Laloë dit), matador français.
  - Élodie Lussac, gymnaste française.
- 1980 : 
  - Hogir Hirori, cinéaste kurde irakien.
  - Kim Nam-soon, archère sud-coréenne, championne olympique.
- 1981 :
  - Vincent Clerc, joueur de rugby à XV français.
  - Tim Connolly, joueur de hockey sur glace américain.
- 1982 :
  - Maud Forget, actrice française.
  - Jung Jae-il, compositeur sud-coréen.
  - Lea Müller, coureuse d'orientation suisse.
- 1983 : Aleksandr Legkov, fondeur russe.
- 1984 :
  - Kim Gaucher, joueuse de basket-ball canadienne.
  - James Loney, joueur de baseball professionnel américain.
  - Alex Smith, joueur de football américain.
  - Kevin Steen, catcheur canadien.
  - Killian Walbrou, pilote de vol à voile français.
- 1985 : Mikhail Ignatiev, coureur cycliste russe.
- 1986 :
  - Robbie Jarvis, acteur britannique.
  - Anton Khoudobine, hockeyeur sur glace russe.
  - Nate Prosser, hockeyeur sur glace américain.
- 1987 :
  - Pierre Ducasse, footballeur français.
  - Serge Gakpé, footballeur franco-togolais.
  - Levan Khabeichvili, homme politique géorgien.
  - Jérémy Ménez, footballeur international français.
  - David Schlemko, hockeyeur sur glace canadien.
- 1988 :
  - Johann Carrasso, footballeur français.
  - Andreea Chițu, judokate roumaine.
- 1989 :
  - Marijan Antolović, footballeur croate.
  - Hassan Chahdi, athlète français.
  - Maxime Guyon, jockey français.
  - Earl Thomas, joueur de football américain.
- 1990 : Romero Osby, basketteur américain.
- 1992 :
  - Ryan Harrison, joueur de tennis américain.
  - Tyler Johnson, basketteur américain.
  - Alexander Ludwig, acteur canadien.
- 1993 : Rebecca Faura, actrice française.
- 1995 : Jack Hendry, footballeur écossais.
- 1996 : Ingrid de Oliveira, plongeuse brésilienne.
- 1997 : Youri Tielemans, footballeur belgo-congolais.
- 2000 :
  - Maxwell Perry Cotton, acteur américain.
  - Lee Soo-bin, footballeur sud-coréen.

## Décès

### IVesiècleav. J.-C.
- ? 399 av. J.-C. : Socrate, philosophe grec condamné à boire la ciguë (° vers -470/469).

### VIIIesiècle
- 721 : Jean de Beverley, évêque d'York (° inconnue).

### Xesiècle
- 973 : Otton Ier du Saint-Empire, empereur des Romains (° 23 novembre 912).

### XIIesiècle
- 1166 : : Guillaume Ier de Sicile dit « le Mauvais », roi normand de Sicile de 1154 à 1166 (° 1131).

### XIVesiècle
- 1306 : Przemyslaw, duc de Racibórz (° vers 1258).

### XVIesiècle
- 1523 : Antonio Grimani, 76e doge de Venise, de 1521 à 1523 (° 28 décembre 1434).

### XVIIesiècle
- 1667 : Johann Jakob Froberger, compositeur allemand (° 18 mai 1616).

### XIXesiècle
- 1825 : Antonio Salieri, compositeur italien (° 18 août 1750).
- 1840 : Caspar David Friedrich, peintre romantique allemand (° 5 septembre 1774).
- 1841 : Gustave de Galard, peintre français (° 18 mai 1779).
- 1850 : Jacques Auguste Anne Léon Le Clerc de Juigné, militaire et parlementaire français (° 8 août 1774).
- 1886 : 
  - Timothy Richards Lewis, médecin britannique (° 31 octobre 1841).
  - Jean-Baptiste Ninard, homme politique français (° 11 mars 1824).
  - François Pollen, naturaliste néerlandais (° 8 janvier 1842).
- 1897 : Henri d'Orléans, militaire et homme politique français, duc d'Aumale (° 16 janvier 1822).

### XXesiècle
- 1908 : Ludovic Halévy, auteur de théâtre français et académicien (° 1er janvier 1834).
- 1922 : Manuel Granero, matador espagnol (° 4 avril 1902).
- 1925 :
  - William Lever, industriel britannique, fondateur de Lever Brothers (° 19 septembre 1851).
  - Doveton Sturdee, amiral britannique (° 9 juin 1859).
- 1932 : Paul Doumer, homme d'État français (° 22 mars 1857).
- 1941 : James George Frazer, anthropologue britannique (° 1er janvier 1854).
- 1942 : Felix Weingartner, chef d’orchestre et compositeur autrichien (° 2 juin 1863).
- 1951 : Warner Baxter, acteur américain (° 29 mars 1889).
- 1977 :
  - François-Xavier de Bourbon-Parme, duc de Parme de 1974 à 1977 (° 25 mai 1889).
  - Jeanne Galzy, romancière française, jurée du prix Femina (° 30 septembre 1883).
- 1978 : Raymond Rallier du Baty, navigateur et explorateur breton (° 30 août 1881).
- 1982 : Alfred Adam, acteur français (° 4 avril 1908).
- 1985 : 
  - Dawn Addams, actrice britannique (° 21 septembre 1930).
  - André Charles de la Brousse, prélat catholique français (° 28 janvier 1907).
- 1986 : Gaston Defferre, homme politique français, ancien ministre de l'Intérieur (° 14 septembre 1910).
- 1987 :
  - Rolland Bédard, acteur québécois (° 29 novembre 1913).
  - Colin Blakely, acteur britannique (° 23 septembre 1930).
- 1993 : Mary Philbin, actrice américaine (° 16 juillet 1902).
- 1995 : Ray McKinley, batteur, chanteur et chef d’orchestre de jazz américain (° 18 juin 1910).
- 1998 :
  - Allan McLeod Cormack, physicien américain d'origine sud-africaine, prix Nobel de médecine en 1979 (° 23 février 1924).
  - Eddie Rabbitt (en), chanteur et compositeur américain (° 27 novembre 1941).
- 1999 : Émile Danoën, écrivain français (° 10 janvier 1920).
- 2000 : Douglas Fairbanks Jr., acteur, producteur et scénariste américain (° 9 décembre 1909).

### XXIesiècle
- 2001 : Jacques de Bourbon Busset, écrivain, diplomate et académicien français (° 27 avril 1912).
- 2003 : Alexandre Minkowski, pédiatre français, un des fondateurs de la néonatalogie (° 5 décembre 1915).
- 2005 : Françoise Engel, actrice française (° 13 mai 1920).
- 2009 : Danny Ozark (en), gérant de baseball américain (° 24 novembre 1923).
- 2011 : John Walker (en), chanteur, guitariste et compositeur américain du groupe The Walker Brothers (° 12 novembre 1943).
  - Severiano Ballesteros, golfeur espagnol (° 9 avril 1957).
  - Willard Boyle, physicien canadien, prix Nobel de physique en 2009 (° 19 août 1924).
  - Jane Rhodes, cantatrice française (° 13 mars 1929).
  - Gunther Sachs, homme d'affaires allemand (° 14 novembre 1932).
- 2012 : Jules Bocandé, footballeur sénégalais (° 25 novembre 1958).
- 2013 :
  - Ray Harryhausen, réalisateur d'effets spéciaux américain (° 29 juin 1920).
  - Teri Moïse, auteure-compositrice-interprète américaine francophone (° 25 mars 1970).
- 2016 : Jean-François Doré, animateur québécois de radio et de télé (° 14 février 1948).
- 2018 :
  - Maurane (Claudine Luypaerts dite), chanteuse belge (° 12 novembre 1960).
  - Claude Lafleur, artiste plasticien canadien (° 7 juillet 1932).
- 2019 : Jean Vanier, travailleur social québécois (° 10 septembre 1928).
- 2022 : 
  - José Javier Abasolo, écrivain espagnol (° 3 janvier 1957).
  - Antón Arieta, footballeur international espagnol (° 6 janvier 1946).
  - Youri Averbakh, joueur d'échecs soviétique puis russe (° 8 février 1922).
  - Elisa Maria Damião, femme politique portugaise (° 10 septembre 1946).
  - Kang Soo-yeon, actrice sud-coréenne (° 18 août 1966).
  - Jack Kehler, acteur américain (° 22 mai 1946).
  - Dominique Mortemousque, homme politique français périgourdin (° 2 juin 1950).
  - Amadou Soumahoro, homme d'État ivoirien (° 31 octobre 1953).
- 2023 : 
  - Grace Bumbry, cantatrice (mezzo-soprano) américaine (° 4 janvier 1937).
  - Hassan Idrissi, homme politique belge (° 15 juillet 1976).
  - Seán Keane, violoniste irlandais et professeur de fiddle (° 12 juillet 1946).
  - Filippo Ottoni, directeur de doublage, scénariste et réalisateur italien (° 17 mai 1938).
  - Victor Stasiuk, entraîneur de hockey sur glace canadien (° 23 mai 1929).

## Célébrations

### Internationales

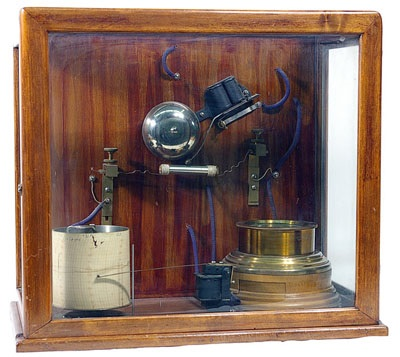
Une des premières radios créées par le physicien Alexandre Popov en 1895

- « Journée mondiale des orphelins du SIDA » initiée en 2002 par FXB International[12] pour attirer l'attention sur la détresse des millions d'orphelins du SIDA[13].
- Nations unies (UNESCO ?) : journée du Vesak célébrant la contribution que l’une des plus vieilles religions du monde le bouddhisme apporte depuis plus de 2500 ans à la spiritualité de l’humanité[14].

### Nationales
- Chili : Ajira, fête aymara (amérindienne)[15].
- États-Unis : « Be Best Day » institué par Donald Trump le 7 mai 2018[16].
- Russie : « journée de la radio (ru) » commémorant le développement de la radio en souvenir des travaux d'Alexandre Popov en 1895 (dont l'exemple en photographie ci-contre).

### Religieuses
- Bouddhisme : journée du Vesak ci-avant.
- Christianisme orthodoxe : mémoire du recouvrement, le 7 mai 351 par Sainte Hélène, mère de l'empereur romain converti Constantin, d'une Croix apparue en 326 sur le mont des Oliviers, selon le récit de Saint Cyrille de Jérusalem (CPG 3587) et le Lectionnaire de Jérusalem, avec lectures à cette occasion des Ac. 2, 22(-28) ; I Cor. 1, 18(-25) (ou Ga. 6, 14-18) et de Mt. 24, 30/29-35 ; et « signe(s) » pour mot commun entre Ac., I Cor. & Mt. (comparer la mémoire de la Croix du 29 janvier et son "exaltation" quelques jours avant du présent calendrier grégorien, le 3 ou 5 mai, transférée aux jours d'hui aux 14 septembre).

### Saints des Églises chrétiennes

#### Saints catholiques et orthodoxes du jour
Référencés ci-après in fine, :
- Cénéré de Saulges († 669), ermite à Saulges.
- Céneri († 669), frère du précédent, ermite à Saint-Céneri-le-Gérei.
- Codrat de Nicomédie († IIIe siècle), martyr - date orientale - fêté le 8 mai en Occident.
- Domitien de Tongres († 560), évêque de Maastricht, évangélisateur en Limbourg; fêté le 12 mai en Orient.
- Flavia Domitilla († après 95), nièce (?) du consul Flavius Clemens, exilée sous Domitien.
- Flavius de Nicomédie (it) († 300), évêque de Nicomédie ; ses frères Auguste et Augustin, martyrs à Nicomédie.
- Jean de Beverley († 721), évêque d'York, mort au monastère de Beverley (Royaume-Uni actuel).
- Jean le Psychaïte († 825), moine.
- Jean de Zaden (VIe siècle), fondateur du monachisme en Géorgie (Caucase).
- Mathie († Ier siècle), martyre à Troyes.
- Maureille di Voghenza (it) († 644), évêque de Voghiera.
- Même de Dourdan († IVe siècle), vierge martyre à Sainte-Mesme.
- Pierre I de Pavie († 738), 20e évêque de Pavie.
- Sessétrude († VIIe siècle), cellérière à l'abbaye de Faremoutiers.

#### Saints et bienheureux catholiques du jour
Référencés ci-après :
- Augustin Roscelli († 1902), prêtre italien fondateur des sœurs de l'Immaculée de Gênes.
- Albert de Bergame / Alberto di Bergamo († 1279), bienheureux laïc italien membre du tiers-ordre dominicain à Crémone.
- François Paleari (it) († 1939), bienheureux prêtre italien de la société de saint Joseph-Benoît Cottolengo.
- Gisèle de Bavière († 1060), bienheureuse épouse de saint Étienne Ier de Hongrie et mère de saint Émeric (de Hongrie).
- Marie-Louise Trichet († 1759), bienheureuse religieuse française fondatrice des filles de la Sagesse.
- Rosa Venerini († 1728), religieuse italienne fondatrice des pieuses maîtresses, maestre pie Venerini.
- Thomas Becket († 1170), archevêque de Cantorbéry et martyr.
- Villan de Gubbio († 1237), évêque, contemporain de san Francesco d'Assisi et ses premiers disciples voire clarisses.

#### Saints orthodoxes
aux dates parfois "juliennes" / orientales :
- Antoine de Kiev († 1073), ascète de la laure des Grottes de Kiev.
- Nil († 1508), higoumène en Russie.
- Pacôme d'Oussaki (ru) († 1730), moine au mont Athos, martyr à Oussaki (voir aussi 9 mai grégorien des Pacôme).

### Prénoms du jour
Bonne fête aux Gisèle et ses variantes : Gisel, Giesel, Gisela, Gisella, Giselle, Giseline, Gisou (& Gigi(e) comme les 15 décembre et 7 janvier pour les Virginie et variantes), un mois jour pour jour avant les saint(e)-Gilbert(e) et variantes des 7 juin (et onze mois après).
Et aussi aux :
- Domitille,
- Flavia et sa variante Flavie ;
- aux Marie-Louise et leur diminutif Marilou (voir 15 mars et 15 août voire 1er janvier).
- Aux Neventer.

## Traditions et superstitions

### Dictons
« À la Sainte-Gisèle, prends garde s’il gèle. » (période des saints cavaliers antérieurs aux saints de glace propices eux aussi à des dictons météorologiques empiriques tels que celui-ci).

### Astrologie
- Signe du zodiaque : 17e jour du signe astrologique du Taureau.